# 高松志門
高松 志門（たかまつ しもん、1951年6月20日 - ）は日本の男子プロゴルファー。作州武蔵カントリー倶楽部に所属している。
指導者として、奥田靖己など多くのプロゴルファーを育て上げた。

## 経歴
兵庫県立加古川東高等学校を卒業後、1975年に23歳でプロテストに合格した。1988年にはコリアンタイムズ・ポカリオープンで優勝した。1995年にはレッスンオブザイヤーを受賞している。2012年よりゴルフ用品“飛衛門ブランド”の顧問に就任していた。